# Chris Mason
Christopher Robert Mason (* 20. dubna 1976, Red Deer) je bývalý kanadský hokejový brankář.

## Kariéra

### Začátky v NHL
Mason byl vybrán v 5. kole na celkově 122. místě vstupního draftu NHL 1995 týmem New Jersey Devils. V NHL debutoval v sezóně 1998–99 třemi zápasy v dresu Nashvillu Predators, když pokaždé vystřídal Mika Dunhama nebo Tomáše Vokouna. Většinu času v dalších čtyřech sezónách strávil v nižší severoamerické lize AHL v týmu Milwaukee Admirals. Svůj první celý zápas NHL odchytal v sezóně 2000–01.

### Nashville Predators
V sezóně 2003–04 se Mason připojil k Predators jako stálý člen soupisky a zastával pozici náhradního brankáře za Vokounem. Během výluky NHL v sezóně 2004–05 hrál společně se spoluhráčem z Nashvillu Scottem Hartnellem v norském klubu Vålerenga Ishockey a pomohli týmu vyhrát ligu GET-ligaen. 15. dubna 2006 byl Masonovi přidělen vstřelený gól, který si do vlastní sítě sklepl útočník Phoenixu Coyotes Geoff Sanderson, protože byl Mason posledním hráčem Predators, který se dotkl puku a stal se tak 11. brankářem NHL, kterému se to podařilo. Současně se stal druhým brankářem po Damianu Rhodesovi, který si připsal vstřelení branky jak v NHL, tak v AHL. Mezi sezónami v roce 2007 byl Vokoun vyměněn do Floridy Panthers a Mason se díky tomu stal prvním brankářem Predators. Náhradníka mu dělal Dan Ellis. Mason vstoupil do sezóny dvěma vítěznými zápasy po sobě, ale následných sedm zápasů byl s týmem poražen. Po této sérii vychytal Dan Ellis čtyři vítězné zápasy po sobě.

### St. Louis Blues
20. června 2008 byl Mason vyměněn do St. Louis Blues výměnou za výběr ve 4. kole draftu NHL 2008, ve kterém si New York Rangers, kteří nakonec výběr od Nashvillu získali, vybrali Dalea Weiseho. Po prvním zápasu za Blues musel být Mason operován kvůli problémům se slepým střevem. Velký počet zápasů byl v roli náhradníka Mannyho Legacého, ale postupem času jej Mason na pozici prvního brankáře nahradil a pomohl týmu do playoff, ve kterém vypadli v prvním kole s Vancouverem Canucks.

### Atlanta Thrashers
Když se stal po sezóně 2009–10 volným hráčem, tak 1. července 2010 podepsal dvouletou smlouvu s Atlantou Thrashers.

## Ocenění a úspěchy
- 2005 GET – Nejužitečnější hráč v playoff
- 2009 MS – Nejnižší průměr inkasovaných branek
- 2009 MS – Nejúspěšnější brankář
- 2014 LIHG – Nejnižší průměr inkasovaných branek

## Prvenství
- Debut v NHL – 16. prosince 1998 (Mighty Ducks of Anaheim proti Nashville Predators)
- První inkasovaný gól v NHL – 11. ledna 1999 (Philadelphia Flyers proti Nashville Predators, kanadským útočníkem Daymond Langkow)
- První vychytaná nula v NHL – 13. ledna 2004 (Nashville Predators proti Los Angeles Kings)

## Klubová statistika

### Základní části
| Sezona       | Tým                     | Liga         | Z   | V   | P   | R/Pvp | MIN    | OG  | ČK | POG  | %ChS |
| ------------ | ----------------------- | ------------ | --- | --- | --- | ----- | ------ | --- | -- | ---- | ---- |
| 1993–94      | Victoria Cougars        | WHL          | 5   | 1   | 4   | 0     | 237    | 27  | 0  | 6.84 | —    |
| 1994–95      | Prince George Cougars   | WHL          | 44  | 8   | 30  | 0     | 2288   | 192 | 1  | 5.03 | —    |
| 1995–96      | Prince George Cougars   | WHL          | 59  | 16  | 37  | 0     | 3289   | 236 | 1  | 4.31 | —    |
| 1996–97      | Prince George Cougars   | WHL          | 50  | 19  | 23  | 1     | 2852   | 172 | 2  | 3.62 | .900 |
| 1997–98      | Cincinnati Mighty Ducks | AHL          | 47  | 13  | 19  | 7     | 2368   | 136 | 0  | 3.45 | .903 |
| 1998–99      | Milwaukee Admirals      | IHL          | 34  | 15  | 12  | 6     | 1901   | 92  | 1  | 2.90 | .906 |
| 1998–99      | Nashville Predators     | NHL          | 3   | 0   | 0   | 0     | 69     | 6   | 0  | 5.21 | .864 |
| 1999–00      | Milwaukee Admirals      | IHL          | 52  | 20  | 21  | 8     | 2952   | 137 | 2  | 2.78 | .904 |
| 2000–01      | Milwaukee Admirals      | IHL          | 37  | 17  | 14  | 5     | 2226   | 87  | 5  | 2.35 | .920 |
| 2000–01      | Nashville Predators     | NHL          | 1   | 0   | 1   | 0     | 58     | 2   | 0  | 2.05 | .900 |
| 2001–02      | Milwaukee Admirals      | AHL          | 48  | 17  | 21  | 7     | 2755   | 116 | 2  | 2.53 | .917 |
| 2002–03      | San Antonio Rampage     | AHL          | 50  | 25  | 18  | 6     | 2914   | 122 | 1  | 2.51 | .921 |
| 2003–04      | Nashville Predators     | NHL          | 17  | 4   | 4   | 1     | 743    | 27  | 1  | 2.18 | .926 |
| 2003–04      | Milwaukee Admirals      | AHL          | 1   | 1   | 0   | 0     | 60     | 2   | 0  | 2.00 | .933 |
| 2004–05      | Vålerenga Ishockey      | GET          | 20  | 14  | 5   | 1     | 1203   | 36  | 1  | 1.79 | .934 |
| 2005–06      | Nashville Predators     | NHL          | 23  | 12  | 5   | 1     | 1226   | 52  | 2  | 2.54 | .913 |
| 2006–07      | Nashville Predators     | NHL          | 40  | 24  | 11  | 4     | 2342   | 93  | 5  | 2.38 | .925 |
| 2007–08      | Nashville Predators     | NHL          | 51  | 18  | 22  | 6     | 2691   | 130 | 4  | 2.90 | .898 |
| 2008–09      | St. Louis Blues         | NHL          | 57  | 27  | 21  | 7     | 3215   | 129 | 6  | 2.41 | .916 |
| 2009–10      | St. Louis Blues         | NHL          | 61  | 30  | 22  | 8     | 3512   | 148 | 2  | 2.53 | .913 |
| 2010–11      | Atlanta Thrashers       | NHL          | 33  | 13  | 13  | 3     | 1682   | 95  | 1  | 3.39 | .892 |
| 2011–12      | Winnipeg Jets           | NHL          | 20  | 8   | 7   | 1     | 995    | 43  | 2  | 2.59 | .898 |
| 2012–13      | Nashville Predators     | NHL          | 11  | 1   | 7   | 1     | 467    | 29  | 0  | 3.73 | .873 |
| 2013–14      | Ritten Sport            | LIHG         | 36  | 27  | 8   | 0     | 2064   | 75  | 1  | 2.18 | .927 |
| 2014–15      | Augsburger Panther      | DEL          | 33  | 13  | 18  | 0     | 1865   | 99  | 0  | 3.18 | .901 |
| Celkem v NHL | Celkem v NHL            | Celkem v NHL | 317 | 137 | 113 | 31    | 17,004 | 754 | 23 | 2.66 | .909 |

### Play-off
| Sezona       | Tým                   | Liga         | Z  | V  | P | MIN  | OG | ČK | POG  | %ChS |
| ------------ | --------------------- | ------------ | -- | -- | - | ---- | -- | -- | ---- | ---- |
| 1996–97      | Prince George Cougars | WHL          | 15 | 9  | 6 | 938  | 44 | 1  | 2.81 | —    |
| 1999–00      | Milwaukee Admirals    | IHL          | 3  | 1  | 2 | 252  | 11 | 0  | 2.62 | .923 |
| 2000–01      | Milwaukee Admirals    | IHL          | 4  | 1  | 3 | 239  | 12 | 0  | 3.01 | .891 |
| 2002–03      | San Antonio Rampage   | AHL          | 3  | 0  | 3 | 195  | 9  | 0  | 2.77 | .926 |
| 2004–05      | Vålerenga Ishockey    | GET          | 11 | 10 | 1 | 657  | 22 | 1  | 2.01 | .936 |
| 2005–06      | Nashville Predators   | NHL          | 5  | 1  | 4 | 296  | 17 | 0  | 3.45 | .901 |
| 2008–09      | St. Louis Blues       | NHL          | 4  | 0  | 4 | 257  | 10 | 0  | 2.34 | .916 |
| 2013–14      | Ritten Sport          | LIHG         | 17 | —  | — | 1030 | —  | 3  | 1.86 | .951 |
| Celkem v NHL | Celkem v NHL          | Celkem v NHL | 9  | 1  | 8 | 553  | 27 | 0  | 2.93 | .907 |

### Reprezentace
| Rok                    | Tým                    | Soutěž                 | Z  | V | P | R | ČK | POG  | %ChS |
| ---------------------- | ---------------------- | ---------------------- | -- | - | - | - | -- | ---- | ---- |
| 2006                   | Kanada                 | MS                     | 0  | — | — | — | —  | —    | —    |
| 2007                   | Kanada                 | MS                     | 0  | — | — | — | —  | —    | —    |
| 2009                   | Kanada                 | MS                     | 4  | 4 | 0 | 0 | 1  | 1.00 | .965 |
| 2010                   | Kanada                 | MS                     | 7  | 3 | 4 | 0 | 0  | 2.80 | .896 |
| Seniorská reprezentace | Seniorská reprezentace | Seniorská reprezentace | 11 | 7 | 4 | 0 | 1  | 2.06 | .925 |